# Помстер
Помстер (њем. Pomster) општина је у њемачкој савезној држави Рајна-Палатинат. Једно је од 74 општинска средишта округа Арвајлер. Према процјени из 2010. у општини је живјело 174 становника. Посједује регионалну шифру (AGS) 7131065.

## Географски и демографски подаци
Помстер се налази у савезној држави Рајна-Палатинат у округу Арвајлер. Општина се налази на надморској висини од 438 метара. Површина општине износи 5,8 km². У самом мјесту је, према процјени из 2010. године, живјело 174 становника. Просјечна густина становништва износи 30 становника/km².